# Maritha Norstedt
Maritha Norstedt, född 27 november 1963 på Blidö, död 5 juli 2023 i Stockholm, var en svensk produktionsledare och filmproducent. Hon var också controller på avdelningen för filmstöd på Svenska Filminstitutet.

## Producent
- 2000 – Gossip
- 2001 – Sprängaren
- 2003 – Paradiset
- 2003 – Misa mi
- 2004 – The Queen of Sheba's Pearls
- 2006 – Desmond & träskpatraskfällan
- 2007 – Arn – Tempelriddaren
- 2008 – Arn – Riket vid vägens slut